# Полонник Кость Феодосійович
Кость (Костянтин) Феодосійович Полонник (9 березня 1904, місто Київ — 1977, місто Київ) — український письменник, сценарист і партійний функціонер.

## Біографія
Народ. 9 березня (25 лютого) 1904 р. у м. Києві в родині селян-заробітчан, що згодом набули права зватися міщанами міста Києва. 
Вчився в народній школі, вищій початковій школі, у народному університеті-політехнікумі й педагогічному інституті. З 1924 р. друкувався у пресі. Належав до літературної організації «Плуг». Член ВКП(б).
Був редактором Одеської кінофабрики ВУФКУ (1920—1930). Працював у редакціях газет «Коммунист», «Советская Украина» (1926—1941). Учасник Німецько-радянської війни.
15 жовтня 1945 — 1953 року — начальник Головного управління у справах літератури і видавництв (Головліту) при РМ УРСР. У жовтні 1953 — 8 липня 1959 року — начальник Головного управління по охороні військових і державних таємниць у пресі при РМ УРСР.
У 1959—1962 роках — уповноважений Ради в справах релігійних культів при РМ СРСР по Українській РСР.
Автор сценаріїв художніх фільмів: «Навздогін за долею» (за повістю М. Коцюбинського "Дорогою ціною", 1927), "Визволення" (1930), пмоставлених на Одеській кінофабриці ВУФКУ  та «Їх вулиця» (1930, за лібр. С.Скрябіна), документальних: «Ощадні каси України» (1947), «Комплексна механізація робіт на тваринницькій фермі» (1951, у співавт.), «Знову в рідній сім'ї», «Ощадна каса на селі» (1952) та науково-популярних стрічок: «Північна Буковина» (1947, у співавт. з С.Жураховичем), «Досвід тракторної бригади О. В.Гіталова» (1952).
Помер 1977 року в Києві.